# Ángel Correa
Correa  Martínez est un nom espagnol. Le premier nom de famille, en général paternel, est Correa ; le second, en général maternel, souvent omis, est Martínez.
Ángel Martín Correa Martínez, couramment appelé Ángel Correa, né le 9 mars 1995 à Rosario en Argentine, est un footballeur international argentin qui évolue au poste d'ailier droit ou de milieu offensif aux Tigres UANL.

## Biographie

### En club
Ángel Correa commence sa carrière professionnelle à San Lorenzo. Avec cette équipe, il remporte un Championnat d'Argentine et une Copa Libertadores.
Lors du mercato d'été de 2014, il est sur le point de s'engager avec le club espagnol de l'Atlético de Madrid, pour un transfert d'environ 8 millions d'euros. Ce transfert est toutefois retardé et ne sera officialisé qu'en décembre 2014, en raison d'un problème cardiaque du joueur qui aura nécessité une opération.
Il fait ses débuts avec l'Atlético à l'occasion du match d'ouverture de la Liga BBVA face à Las Palmas. Il marque son premier but lors d'un match de Liga face à Eibar à la 62e minute, soit une minute après son entrée. Le 30 septembre 2015, il marque son premier but en Ligue des champions avec l'Atlético de Madrid lors d'un match face au Benfica Lisbonne (défaite 1-2).
Le 4 janvier 2022, il prolonge avec l'Atlético de Madrid jusqu'en 2026.
En janvier 2024, il devient le deuxième joueur non-espagnol après Jan Oblak à atteindre les 400 rencontres officielles disputées sous le maillot de l'Atlético.

### En équipe nationale
Avec la sélection argentine, il participe au Championnat des moins de 20 ans de la CONMEBOL en 2015. Lors de la compétition, il joue huit matchs et inscrit quatre buts. L'Argentine remporte la compétition.
Il dispute ensuite la Coupe du monde des moins de 20 ans 2015 organisée en Nouvelle-Zélande. Lors du mondial, il joue trois matchs : contre le Panama, le Ghana, et enfin l'Autriche. Il inscrit un but face au Panama (2-2) lors des phases de poules.

## Statistiques
| Saison                | Club                  | Championnat           | Championnat | Championnat | Championnat | Coupe(s) nationale(s) | Coupe(s) nationale(s) | Coupe(s) nationale(s) | Supercoupe | Supercoupe | Supercoupe | Compétition(s) continentale(s) | Compétition(s) continentale(s) | Compétition(s) continentale(s) | Compétition(s) continentale(s) | Coupe du monde des clubs | Coupe du monde des clubs | Coupe du monde des clubs | Argentine | Argentine | Argentine | Total | Total | Total |
| Saison                | Club                  | Division              | M.          | B.          | P.d.        | M.                    | B.                    | P.d.                  | M.         | B.         | P.d.       | Comp.                          | M.                             | B.                             | P.d.                           | M.                       | B.                       | P.d.                     | M.        | B.        | P.d.      | M.    | B.    | P.d.  |
| 2012-2013             | San Lorenzo           | Primera División      | 13          | 4           | 0           | 1                     | 0                     | 0                     | -          | -          | -          | CS                             | 2                              | 0                              | 0                              | -                        | -                        | -                        | -         | -         | -         | 16    | 4     | 0     |
| 2013-2014             | San Lorenzo           | Primera División      | 36          | 6           | 0           | -                     | -                     | -                     | -          | -          | -          | CL                             | 9                              | 2                              | 0                              | -                        | -                        | -                        | -         | -         | -         | 45    | 8     | 0     |
| Sous-total            | Sous-total            | Sous-total            | 49          | 10          | 0           | 1                     | 0                     | 0                     | -          | -          | -          | -                              | 11                             | 2                              | 0                              | -                        | -                        | -                        | -         | -         | -         | 61    | 12    | 0     |
| 2015-2016             | Atletico Madrid       | Liga                  | 26          | 5           | 4           | 5                     | 2                     | 0                     | -          | -          | -          | C1                             | 5                              | 1                              | 0                              | -                        | -                        | -                        | 3         | 1         | 0         | 39    | 9     | 4     |
| 2016-2017             | Atletico Madrid       | Liga                  | 31          | 4           | 8           | 7                     | 4                     | 0                     | -          | -          | -          | C1                             | 9                              | 0                              | 0                              | -                        | -                        | -                        | 4         | 0         | 0         | 51    | 8     | 8     |
| 2017-2018             | Atletico Madrid       | Liga                  | 37          | 8           | 4           | 4                     | 0                     | 0                     | -          | -          | -          | C1+C3                          | 6+9                            | 0+1                            | 1+3                            | -                        | -                        | -                        | 1         | 0         | 0         | 57    | 9     | 8     |
| 2018-2019             | Atletico Madrid       | Liga                  | 36          | 3           | 2           | 4                     | 2                     | 0                     | 1          | 0          | 1          | C1+SE                          | 8+1                            | 0+0                            | 0+1                            | -                        | -                        | -                        | 2         | 0         | 0         | 52    | 5     | 4     |
| 2019-2020             | Atletico Madrid       | Liga                  | 33          | 5           | 6           | 1                     | 1                     | 0                     | 1          | 1          | 1          | C1                             | 8                              | 0                              | 0                              | -                        | -                        | -                        | 2         | 1         | 0         | 45    | 8     | 7     |
| 2020-2021             | Atletico Madrid       | Liga                  | 38          | 9           | 8           | 2                     | 0                     | 1                     | -          | -          | -          | C1                             | 8                              | 0                              | 2                              | -                        | -                        | -                        | -         | -         | -         | 48    | 9     | 11    |
| 2021-2022             | Atletico Madrid       | Liga                  | 36          | 12          | 5           | 2                     | 0                     | 1                     | 1          | 0          | 0          | C1                             | 10                             | 1                              | 0                              | -                        | -                        | -                        | 6         | 1         | 0         | 55    | 14    | 6     |
| 2022-2023             | Atletico Madrid       | Liga                  | 35          | 9           | 1           | 4                     | 1                     | 1                     | -          | -          | -          | C1                             | 6                              | 0                              | 1                              | -                        | -                        | -                        | 2         | 0         | 0         | 47    | 10    | 3     |
| 2023-2024             | Atletico Madrid       | Liga                  | 32          | 9           | 2           | 4                     | 1                     | 1                     | 1          | 0          | 0          | C1                             | 10                             | 1                              | 0                              | -                        | -                        | -                        | 2         | 0         | 0         | 49    | 11    | 3     |
| 2024-2025             | Atletico Madrid       | Liga                  | 31          | 4           | 2           | 6                     | 1                     | 3                     | 0          | 0          | 0          | C1                             | 8                              | 3                              | 1                              | 3                        | 0                        | 0                        | 3         | 0         | 0         | 51    | 8     | 6     |
| Sous-total            | Sous-total            | Sous-total            | 335         | 68          | 42          | 39                    | 13                    | 7                     | 4          | 1          | 1          | -                              | 88                             | 7                              | 10                             | 3                        | 0                        | 0                        | 26        | 3         | 0         | 495   | 92    | 60    |
| Total sur la carrière | Total sur la carrière | Total sur la carrière | 383         | 78          | 42          | 40                    | 13                    | 7                     | 4          | 1          | 1          | -                              | 99                             | 9                              | 11                             | 3                        | 0                        | 0                        | 26        | 3         | 0         | 555   | 104   | 61    |

## Palmarès

### En club
| San Lorenzo (2)                                                                                            | Atlético Madrid (3) |
| --- | --- |
| - Championnat d'Argentine (1) : - Champion : 2013 (Ouverture) - Copa Libertadores (1) : - Vainqueur : 2014 | - Championnat d'Espagne (1) : - Champion : 2021 - Ligue Europa (1) : - Vainqueur : 2018 - Supercoupe de l'UEFA (1) : - Vainqueur : 2018 - Ligue des champions : - Finaliste : 2016 - Supercoupe d'Espagne : - Finaliste : 2020 |

### En sélection
| Équipe d'Argentine -20 ans (1)                                 | Argentine (3) |
| -------------------------------------------------------------- | --- |
| - Championnat -20 ans de la CONMEBOL (1) : - Vainqueur en 2015 | - Coupe du monde (1) : - Vainqueur : 2022 - Copa América (1) : - Vainqueur en 2021 - Finalissima (1) : - Vainqueur : 2022 |

## Distinctions individuelles

### En club (1)
Atlético de Madrid (1)
- Joueur du mois de janvier du Championnat d'Espagne en 2022